# برنامج مساعدة الحوكمة والإدارة الاقتصادية
برنامج مساعدة الحوكمة والإدارة الاقتصادية (بالإنجليزية: Governance and Economic Management Assistance Program أو GEMAP)‏ هو جهد بدأ في سبتمبر 2005 من قبل الحكومة الليبيرية والمجتمع الدولي عبر مجموعة الاتصال الدولية لليبيريا لإعادة تشكيل نظام الحكم المعطل أساسًا والذي ساهم في 23 عامًا الصراع في ليبيريا.

## الوصف
بدأ تصميم البرنامج بعد وقت قصير من نهاية الحرب الأهلية في ليبيريا التي استمرت أربعة عشر عامًا في عام 2003. انتهت الحرب بتوقيع اتفاقية السلام الشامل في 18 أغسطس 2003، مما أدى إلى استقالة تشارلز تيلور، الرئيس منذ عام 1997. تم تشكيل حكومة انتقالية وطنية لاتباع الجدول الزمني المؤدي إلى الانتخابات المقررة لعام 2005، مع تولي إلين جونسون سيرليف الرئاسة في 18 يناير 2006.

بعد أن كشفت مراجعة للمفوضية الأوروبية في عام 2005 للبنك المركزي الليبيري وخمس مؤسسات مملوكة للدولة عن وجود فساد منهجي، بدأ المجتمع الدولي في مناقشة أفضل السبل للرد على الفساد المستمر قبل أن تنقلب البلاد إلى الحرب الأهلية، وبالتالي ظهر برنامج للنور بغرض:
«لضمان أن جميع الإيرادات الليبرية ستكون متاحة لصالح جميع الشعب الليبري، لضمان أن الحكومة الليبيرية سيكون لديها الأدوات المالية المناسبة لتحصيل الإيرادات المطلوبة لتنمية البلد، وتعزيز المؤسسات الليبيرية بحيث يمكن أن تتحمل مسؤولية عكس عقود من أوجه القصور في الإدارة الاقتصادية والمالية، وقد خلصت الحكومة الانتقالية الوطنية وشركاؤها إلى ضرورة اتخاذ إجراءات علاجية فورية.»
تم تصميم البرنامج وتمويله من قبل صندوق النقد الدولي والبنك الدولي ووزارة الخزانة الأمريكية والوكالة الأمريكية للتنمية الدولية. وتضمن دمج مراقبين ماليين غير ليبيريين في المؤسسات الليبيرية كان لهؤلاء «المستشارين» سلطة توقيع مشتركة على المعاملات المالية الرئيسية. مكونات البرنامج الست هي:
1. الإدارة المالية والمساءلة
2. تحسين إدارة الميزانية والنفقات
3. تحسين ممارسات الشراء ومنح الامتيازات
4. إنشاء عمليات فعالة للسيطرة على الفساد
5. دعم المؤسسات الرئيسية
6. بناء القدرات

الشركات الأربع المملوكة للدولة التي يعالجها البرنامج هي:
- هيئة الموانئ الوطنية
- شركة ليبيريا لتكرير البترول
- مطار روبرتس الدولي
- هيئة تنمية الغابات [1]

## الاستقبال
تعتبر فعالية البرنامج نقطة خلاف حيث توجد أدلة لدعم كلا الجانبين. يجادل المؤيدون بأن طبيعة البرنامج، مع ضوابطه المالية «المتطفلة» وهيئة التحكيم لحل النزاعات مع السلطة التنفيذية بشكل مباشر، أرسلت رسالة قوية إلى النخبة الليبيرية بأن فساد الماضي لن يتم التسامح معه بعد الآن. في الواقع، هناك أدلة غير مؤكدة على أن البرنامج أدخل عنصر المساءلة في البيروقراطية التي لم تكن موجودة منذ أكثر من جيل. بهذا المعنى، حقق البرنامج هدفه المتمثل في تعديل المحادثة حول الفساد إلى اتجاه الإصلاح. ومع ذلك، فقد اتخذت حكومة جونسون سيرليف أيضًا برنامجًا مؤيدًا للإصلاح، لذا فقد لا تُعرف أبدًا المسؤولية عن هذا التحول الثقافي (إن لم يكن عمليًا).
يجادل النقاد بأن البرنامج لم يكن فعالاً في مكافحة الفساد، وأن الوضع سيء أو أسوأ مما كان عليه في الإدارات السابقة. وأشاروا إلى أن الفساد المستشري لا يزال مستمرا في مؤسسات البرنامج مثل الهيئة الوطنية للموانئ، والانتقادات الأخيرة حول الميزانية الوطنية تلقي بظلال من الشك على شفافية دخول الإيرادات والتدفقات الخارجة. وجدد آخرون احتجاجاتهم ضد البرنامج، مدعين أنه تم تطويره في سياق الحكومة الانتقالية الفاسدة للغاية، وأن المسؤولية التي أظهرتها حكومة سيرليف تتطلب الحد من الرقابة.
لم يتم تصميم برنامج المساعدة مطلقًا «لإصلاح» مشكلة الفساد في ليبيريا. فقط جيل واحد من أجهزة إنفاذ القانون وإصلاح الحكم والمساعدة الفنية والتعليم يمكن أن يأمل في معالجة هذه المشكلة الضخمة. تم تصميم البرنامج باعتباره «فرزًا» اقتصاديًا لبلد ينزف، وفي هذا المنظور الضيق، يمكن اعتباره ناجحًا، ويرجع ذلك جزئيًا إلى الزيادة السنوية بنسبة 50٪ في الإيرادات الحكومية، حسب الحكومة. مراجعة العقود والامتيازات (وإعادة التفاوض بشأن عقدي ميتال وفايرستون)، والإصلاحات في قطاعي الأخشاب والماس، والالتزام العام عالي المستوى بتحسين الضوابط المالية.

## الوعي
برنامج المساعدة قيد النظر من قبل كل من الأكاديميين وصانعي السياسات كأداة للدول الأخرى في مرحلة ما بعد الصراع. مع زيادة الوعي من قبل المانحين بأنهم يعملون كـ «مستثمرين» في البلدان النامية، من المحتمل أن يتم إنشاء برامج إضافية شبيهة ببرنامج مساعدة الحوكمة والإدارة الاقتصادية في المستقبل من أجل توفير قدر من «المستثمرين» للطمأنينة بأن «شركائهم» في حقيقة إنفاق أموالهم، وكذلك أموال المانحين، بمسؤولية ومساءلة.

## روابط خارجية
- موقع رسمي
- GEMAP في البنك الدولي
- ورقة غير منشورة تحلل نقاط القوة والضعف في برنامج GEMAP